# Pecteilis gigantea
Pecteilis gigantea là một loài thực vật có hoa trong họ Lan. Loài này được (Sm.) Raf. mô tả khoa học đầu tiên năm 1837.